# روبرت نيلسون (لاعب كريكت)
روبرت نيلسون (2 يوليو 1970 في المملكة المتحدة - ) (بالإنجليزية: Robert Nelson)‏ هو لاعب كريكت بريطاني. لعب مع Middlesex Cricket Board ‏.

## وصلات خارجية
- روبرت نيلسون (لاعب كريكت) على موقع إي آس بي آن كريك إنفو (الإنجليزية)